# Arnold Hölscher

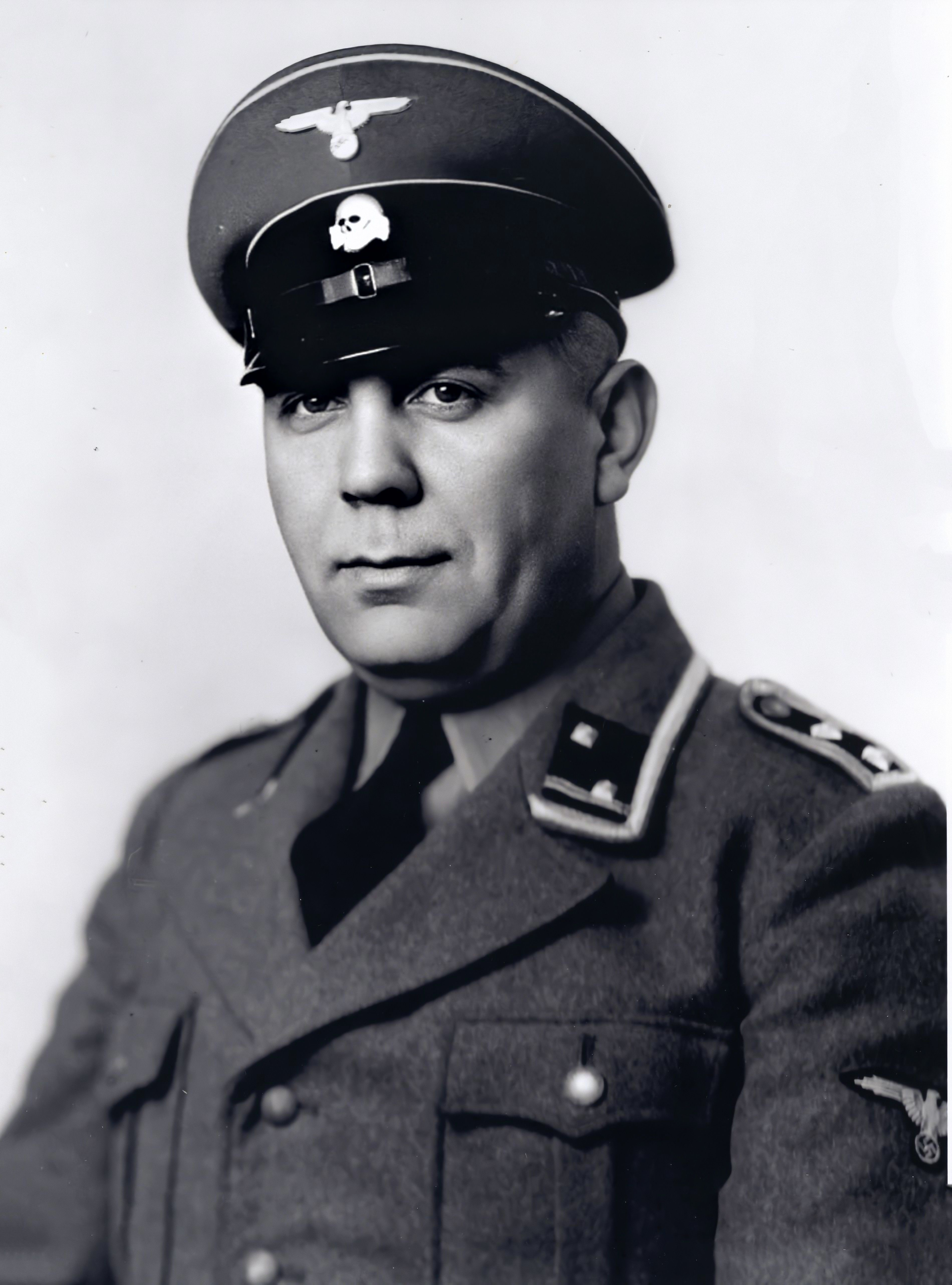
Arnold Hölscher

Arnold Hölscher (* 20. September 1905 in Hamburg; † 22. Mai 1945 in Arendal) war ein SS-Hauptscharführer der Gestapo während des Zweiten Weltkriegs.
Hölscher wurde in Hamburg geboren und wuchs dort auf. Vor dem Zweiten Weltkrieg war er in der Kriminalpolizei tätig. Im Jahr 1941 kam Hölscher als SS-Hauptscharführer der Gestapo nach Stavanger in Norwegen und wurde dort nach dem Tod von Friedrich Wilkens Leiter des Gestapo-Hauptquartiers.
Er deckte den Widerstand im Rogalandsdistrikt auf und arbeite mit der kollaborierenden norwegischen Staatspolizei STAPO zusammen.
Hölscher erschoss sich selbst am 22. Mai 1945 während seiner Festnahme in Arendal, wo er versucht hatte, sich in einem Sammellager für Wehrmachtsoldaten zu verstecken.
„Er war bekannt dafür, brutal zu sein.“ Hölscher praktizierte einen brutalen Ansatz gegenüber den Gefangenen, indem er sie bereits auf dem Weg zum Hauptquartier der Gestapo, das sich im Altenheim Solvang in der Eiganesveien 17 in Stavanger befand, Demütigungen, Drohungen und Schikanen aussetzte.
Es gibt dokumentierte Geschichten, sowohl von Gefangenen als auch von Zeugen, über die grausame Behandlung der Gefangenen durch Hölscher. Ein verhaftetes Mitglied der Sivilorg sagte im Jahr 1945 Folgendes aus:

„Verhört von Hölscher. Mir wurde ins Gesicht geschlagen und sonst über meinen ganzen Körper nur mit den Händen geschlagen. Außerdem wurde ich mit einem Gummiknüppel und anderen Schlagwerkzeugen unter den Füßen geschlagen. Als ich in Zelle 2 im Keller von Egenesveien 17 saß, bekam ich Handschellen angelegt, dann wurden meine Hände unter die Knie gebogen, woraufhin sie einen Stab unter die Knie und über die Arme steckten, sodass ich festgeklemmt wurde. In dieser Position musste ich lange stehen.“